# Sears Holdings
Sears Holdings Corporation est le troisième groupe de distribution aux États-Unis, derrière Walmart et Home Depot. 
Sears, Roebuck and Company est un groupe de distribution américain fondé par Richard Warren Sears et Alvah Roebuck vers la fin du XIXe siècle. Depuis ses débuts, l'entreprise a grandi et est devenue le plus gros commerce de détail aux États-Unis vers le milieu du XXe siècle, et ses catalogues devinrent célèbres. La compétition et les changements démographiques de ses clients ont constitué un défi de taille pour l'entreprise après la Seconde Guerre mondiale, alors que ses bases rurales et urbaines se sont évaporées et que les marchés en banlieue devenaient de plus en plus populaires. La popularité du catalogue dégringola.  Sears a fusionné avec Kmart vers le début de l'année 2005, créant ainsi la Sears Holdings Corporation.
Le groupe opère à travers 3 800 magasins sous les enseignes Sears, Sears Grand, Sears Essentials, Kmart, Big Kmart, Kmart SuperCenter, The Great Indoors, Orchard Supply Hardware, et Lands' End stores.
Le siège de la compagnie est à Hoffman Estates, en banlieue de Chicago dans l'Illinois, mais elle conserve à Troy, dans le Michigan, le siège de Kmart.

## Histoire
C’est en 1899 à Détroit, que Sebastian S. Kresge a fondé la S.S. Kresge Corporation, l'ancêtre de Kmart. Son premier établissement est un « five-and-ten-cent store » sur le modèle de ceux de Frank Woolworth. La chaîne se développe sous l’enseigne S.S. Kresge, pour compter 85 magasins en 1912.
Dans les années 1920, Kresge ouvre de plus grands magasins qui offrent une plus grande variété de marchandises et de prix. Le premier grand magasin de Kmart s'est ouvert en 1962 dans le Michigan. Un total de 18 magasins Kmart s’est ouvert cette année-là.
Dans les années 1970, Kmart pousse un certain nombre de ses concurrents à la faillite. En 1977, S.S. Kresge Corporation change son nom en Kmart Corporation, puis en 1987, le groupe vend ses magasins Kresge.
Le groupe ouvre son premier Big Kmart en 1996 et en 1991 à Medina, son premier Super Kmart Center.
Durant les années 1970, Kmart a connu une période difficile avec des magasins délabrés et divers autres problèmes. Le résultat étant une désaffection des clients.
En 1990, la firme cherche à changer son image, Kmart présente donc un nouveau logo et entreprend la rénovation de ses magasins en mauvais état. Cependant, la plupart des magasins n'ont pas été transformés jusque dans le milieu des années 1990, et certains ne sont pas encore complètement rénovés aujourd'hui[Quand ?]. De plus, le logo a été de nouveau modifié en 2004.
Kmart a également commencé à offrir des produits exclusifs de Martha Stewart, Kathy Irland, et Jaclyn Smith mais aussi des marques comme Disney et Sesame Street.
Dans les années 1990, Kmart a de nouveau commis un certain nombre de faux pas entraînant la fermeture de 110 magasins en 1993. À la différence de son concurrent Wal-Mart, Kmart n'a pas investi dans l'informatique pour contrôler sa chaîne d'approvisionnement. En outre, Kmart a maintenu un dividende élevé, ce qui a réduit le montant des fonds disponibles pour améliorer ses magasins. Beaucoup d'analystes ont également reproché à la société de ne pas avoir créé une image de marque forte.
En 2001, le scandale impliquant Martha Stewart a sévèrement écorné l'image de la société. En outre, Kmart a essayé de concurrencer Wal-Mart sur le prix, mais sans y parvenir. Enfin pendant ce temps-là, Target a poursuivi Kmart pour publicité mensongère.
Le 22 janvier 2002, Kmart s’est mis sous la protection de la loi sur les faillites. Le groupe s’est retrouvé en faillite à cause de la gestion de deux de ses dirigeants  Chuck Conaway  et  Mark Schwartz . Comme dans le scandale d'Enron, Conway et au Schwartz sont accusés d’avoir trompé les actionnaires et les analystes sur la santé financière de l'entreprise. Alors qu'elle faisait prétendument des millions de dollars de profits, ils dépensaient l'argent du groupe en avions, maisons, bateaux, et d'autres biens de luxe.
Après le limogeage de Conaway et Schwartz, plus de 300 magasins furent fermés aux États-Unis et 34 000 employés furent renvoyés dans le cadre de la restructuration.
Le 6 mai 2003, Kmart sort officiellement de la loi sur les faillites et le 10 juin 2003 le groupe entre au Nasdaq en tant que Kmart Holding Corporation.
Le 17 novembre 2004, Kmart Corporation annonce son intention d'acheter Sears, Roebuck and Company, cette acquisition a été présentée comme une fusion entre égaux. La fusion est effective le 24 mars 2005, et le nouveau groupe prend le nom de Sears Holdings Corporation.
En 2017, Sears vend ses activités d'outillages électriques à Black & Decker pour 900 millions de dollars.

### Sears Tower

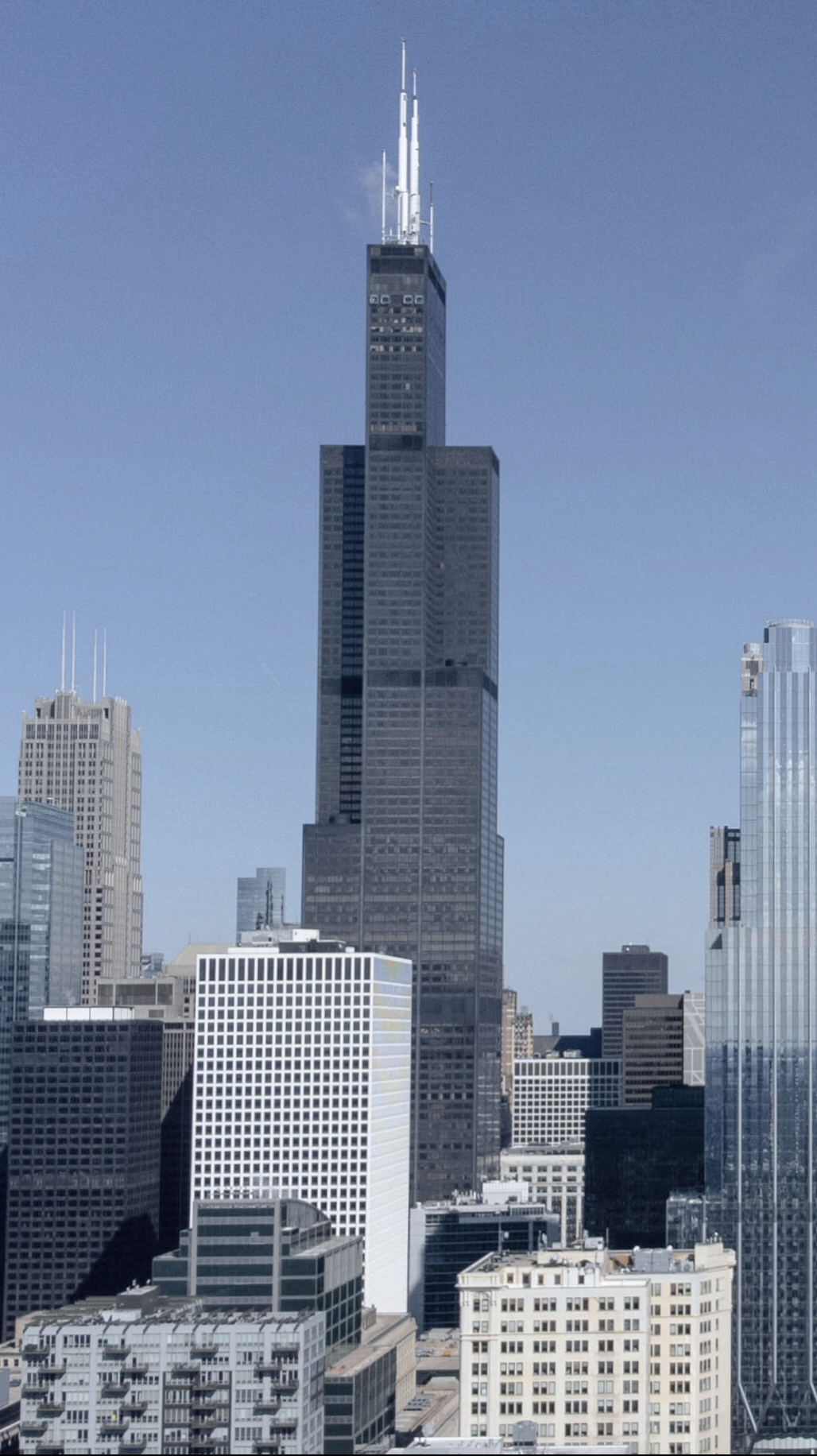
La Sears Tower à Chicago (appelée « Willis Tower » depuis 2009) fut le siège mondial du groupe Sears entre 1973 et 1995.

La tour Sears (Sears Tower), l'un des bâtiments les plus hauts du monde (442 mètres et 108 étages), fut le siège de l'entreprise. Située dans le centre de Chicago, la Sears Tower fut le plus haut gratte-ciel du monde de 1973 à 1998 et de l'hémisphère ouest jusqu'en 2013. Bien que la compagnie (autrefois Sears, Roebuck and Company) ait payé au grand complet les coûts de production de la tour, qui s'élèvent à environ 150 millions de dollars américains en 1973 (soit environ 900 millions maintenant[Quand ?]), elle quitta l'édifice complètement en 1995.
Depuis 2009, l'édifice a été rebaptisé « Willis Tower » du nom de la compagnie internationale de courtage en assurance Willis Group Holdings, basée à Londres. Cependant, beaucoup d'habitants de Chicago refusent de l'appeler ainsi. En effet plus de 90 000 personnes rejoignent le groupe « People Against the Sears Tower Name Change » (littéralement « Les gens sont contre le changement de nom de la Sears Tower »).

### Faillite et poursuite judiciaire (2018-)
La Sears Holdings Corporation a enregistré des pertes de quelque 2 milliards de dollars en 2016, soit un total de 10,4 milliards depuis 2011, la dernière année à s'être conclue par un résultat positif. Cette faillite est due à la décision de son PDG, Edward Lampert, de diviser le groupe en une quarantaine d'unités afin de les mettre en concurrence.
En octobre 2018, Sears annonce se mettre sous le régime américain des faillites. En 2018, le groupe a un total de 89 000 employés pour environ 900 magasins, alors qu'environ 5 ans plus tôt il avait encore 246 000 employés. À la suite de cette mise sous faillite, Sears annonce la fermeture de 140 magasins.
Le géant américain de la distribution Sears Holdings s'est placé effectivement sous la protection du chapitre 11 de la loi américaine sur les faillites le lundi 15 octobre.
En mars 2019, Sears Holdings poursuit Transform Holdco LLC pour 57,5 millions de dollars dû à la vente. De plus, Transform doit 41,3 millions en carte de crédit et espèces effectuées avant la vente ainsi que 16,2 millions de dollars dû pour le loyer du mois de février.
C'est durant cette période que le siège social de Sears quitte son immense campus du village de Hoffman Estate, où le groupe était basé depuis l'été 1992. Cette implantation, négociée dans un partenariat public-privé à condition que les revenus fiscaux générés servent avant tout à construire les infrastructures nécessaires au fonctionnement du campus, n'aurait au bout du compte pas eu d'effets positifs sur les finances publiques locales, voire que l'implantation du campus aurait finalement été un investissement à perte pour la municipalité.

## Filiale
- Kmart (2005-2018)
- Sears (2005-2018)
  - Lands' End: Acquit par Sears Roebuck Company en 2002 et redevenu indépendant en 2013[13].
  - Sears Hometown: Division de Sears Roebuck Company créée en 1993 et devenu indépendante en 2012 sous le nom de Sears Hometown and Outlet Stores Inc.[14]

### Internationale

#### Sears Canada
Dans les années 1950, Sears s'associe avec la chaîne de magasins canadien Simpsons et exploiteront les magasins conjointement sous le nom de Simpsons-Sears jusqu'en 1972 où elle utilisera seulement Sears. En 1978, Simpsons Limited et Simpsons-Sears avait comme plan de fusionner et faire de Sears, Roebuck son principal actionnaire. Alors en attente de l'approbation de l'Agence d'examen des investisseurs étrangers, la Compagnie de la Baie d'Hudson fait une contre-offre et acquit Simpsons Limited. Les actions de Simpsons dans Simpsons-Sears rachetés par La Baie sont finalement vendues à Sears, Roebuck. En 1984, l'entreprise la rebaptise Sears Canada pour refléter son indépendance.  
En 2017, la filiale annonce la fermeture de ses 130 magasins à travers le pays et une liquidation de ses produits jusqu'en janvier 2018.

#### Sears Mexico
La filiale mexicaine sous le nom de Sears Roebuck de México  
Le premier Sears au Mexique ouvre ses portes en 1947 révolutionnant les systèmes traditionnels de commercialisation et d'exposition massive de marchandises, établissant des politiques de prix fixes et compétitives, au lieu de mettre en œuvre le système de négociation traditionnel. . En 1997, Sears Holdings et Grupo Carso forment une alliance stratégique qui permet à ce dernier de contrôler 85% jusqu'en contrôler 100% en 2007. 